# Olympische Sommerspiele 2020/Skateboard
Erstmals waren bei den Olympischen Spielen 2020 in Tokio Wettbewerbe im Skateboard Teil des olympischen Programms. Insgesamt vier Wettbewerbe wurden vom 25. Juli bis 5. August 2021 ausgetragen, jeweils Park und Street bei Männern und bei Frauen.

## Zeitplan
| Zeitplan Skateboard | Zeitplan Skateboard | Zeitplan Skateboard | Zeitplan Skateboard | Zeitplan Skateboard | Zeitplan Skateboard | Zeitplan Skateboard | Zeitplan Skateboard | Zeitplan Skateboard | Zeitplan Skateboard | Zeitplan Skateboard | Zeitplan Skateboard | Zeitplan Skateboard |
| Wettbewerbe         | Juli                | Juli                | Juli                | Juli                | Juli                | Juli                | Juli                | August              | August              | August              | August              | August              |
| Frauen              | 25.                 | 26.                 | 27.                 | 28.                 | 29.                 | 30.                 | 31.                 | 1.                  | 2.                  | 3.                  | 4.                  | 5.                  |
| ------------------- | ------------------- | ------------------- | ------------------- | ------------------- | ------------------- | ------------------- | ------------------- | ------------------- | ------------------- | ------------------- | ------------------- | ------------------- |
| Park                |                     |                     |                     |                     |                     |                     |                     |                     |                     |                     |                     |                     |
| Street              |                     |                     |                     |                     |                     |                     |                     |                     |                     |                     |                     |                     |
| Männer              | 25.                 | 26.                 | 27.                 | 28.                 | 29.                 | 30.                 | 31.                 | 1.                  | 2.                  | 3.                  | 4.                  | 5.                  |
| Park                |                     |                     |                     |                     |                     |                     |                     |                     |                     |                     |                     |                     |
| Street              |                     |                     |                     |                     |                     |                     |                     |                     |                     |                     |                     |                     |

|  | Medaillenentscheidung |

## Bilanz

### Medaillenspiegel
| Platz  | Land               | Gold | Silber | Bronze | Gesamt |
| ------ | ------------------ | ---- | ------ | ------ | ------ |
| 1      | Japan              | 3    | 1      | 1      | 5      |
| 2      | Australien         | 1    | –      | –      | 1      |
| 3      | Brasilien          | –    | 3      | –      | 3      |
| 4      | Vereinigte Staaten | –    | –      | 2      | 2      |
| 5      | Großbritannien     | –    | –      | 1      | 1      |
| Gesamt | Gesamt             | 4    | 4      | 4      | 12     |

### Medaillengewinner
| Disziplin | Gold                  | Silber               | Bronze              |
| --------- | --------------------- | -------------------- | ------------------- |
| Männer    |                       |                      |                     |
| Park      | Keegan Palmer (AUS)   | Pedro Barros (BRA)   | Cory Juneau (USA)   |
| Street    | Yūto Horigome (JPN)   | Kelvin Hoefler (BRA) | Jagger Eaton (USA)  |
| Frauen    |                       |                      |                     |
| Park      | Sakura Yosozumi (JPN) | Kokona Hiraki (JPN)  | Sky Brown (GBR)     |
| Street    | Momiji Nishiya (JPN)  | Rayssa Leal (BRA)    | Funa Nakayama (JPN) |

## Ergebnisse

### Männer

#### Street
| Platz | Land | Athlet              | Punkte |
| ----- | ---- | ------------------- | ------ |
| 1     | JPN  | Yūto Horigome       | 37,18  |
| 2     | BRA  | Kelvin Hoefler      | 36,15  |
| 3     | USA  | Jagger Eaton        | 35,35  |
| 4     | FRA  | Vincent Milou       | 35,14  |
| 5     | PER  | Ángelo Caro Narváez | 32,87  |
| 6     | FRA  | Aurélien Giraud     | 29,09  |
| 7     | USA  | Nyjah Huston        | 26,10  |
| 8     | POR  | Gustavo Ribeiro     | 15,05  |

#### Park
| Platz | Land | Athlet           | Punkte |
| ----- | ---- | ---------------- | ------ |
| 1     | AUS  | Keegan Palmer    | 95,83  |
| 2     | BRA  | Pedro Barros     | 86,14  |
| 3     | USA  | Cory Juneau      | 84,13  |
| 4     | BRA  | Luiz Francisco   | 83,14  |
| 5     | AUS  | Kieran Woolley   | 82,04  |
| 6     | PUR  | Steven Piñeiro   | 75,17  |
| 7     | FRA  | Vincent Matheron | 42,33  |
| 8     | BRA  | Pedro Quintas    | 38,47  |

### Frauen

#### Street
| Platz | Land | Athletin        | Punkte |
| ----- | ---- | --------------- | ------ |
| 1     | JPN  | Momiji Nishiya  | 15,26  |
| 2     | BRA  | Rayssa Leal     | 14,46  |
| 3     | JPN  | Funa Nakayama   | 14,49  |
| 4     | USA  | Alexis Sablone  | 13,57  |
| 5     | NED  | Roos Zwetsloot  | 11,26  |
| 6     | CHN  | Zeng Wenhui     | 9,66   |
| 7     | PHI  | Margielyn Didal | 7,52   |
| 8     | JPN  | Aori Nishimura  | 6,52   |

#### Park
| Platz | Land | Athletin        | Punkte |
| ----- | ---- | --------------- | ------ |
| 1     | JPN  | Sakura Yosozumi | 60,09  |
| 2     | JPN  | Kokona Hiraki   | 59,04  |
| 3     | GBR  | Sky Brown       | 56,47  |
| 4     | JPN  | Misugu Okamoto  | 53,58  |
| 5     | AUS  | Poppy Olsen     | 46,04  |
| 6     | USA  | Bryce Wettstein | 44,50  |
| 7     | BRA  | Dora Varella    | 40,42  |
| 8     | BRA  | Yndiara Asp     | 37,34  |

## Qualifikation
| Nation             | Männer | Männer | Frauen | Frauen | Gesamt |
| Nation             | Park   | Street | Park   | Street | Gesamt |
| ------------------ | ------ | ------ | ------ | ------ | ------ |
| Australien         | 2      | 1      | 1      | 1      | 5      |
| Belgien            |        | 1      |        | 1      | 2      |
| Brasilien          | 3      | 3      | 3      | 3      | 12     |
| Chile              |        |        | 1      |        | 1      |
| China              |        |        | 1      | 1      | 2      |
| Dänemark           | 1      |        |        |        | 1      |
| Deutschland        | 1      |        | 1      |        | 2      |
| Finnland           |        |        | 1      |        | 1      |
| Frankreich         | 1      | 2      | 1      | 1      | 5      |
| Großbritannien     |        |        | 2      |        | 2      |
| Italien            | 2      |        |        | 1      | 3      |
| Japan              | 1      | 3      | 3      | 3      | 10     |
| Kanada             | 1      | 2      |        |        | 3      |
| Kolumbien          |        | 1      |        |        | 1      |
| Niederlande        |        |        |        | 3      | 3      |
| Österreich         |        |        |        | 1      | 1      |
| Peru               |        | 1      |        |        | 1      |
| Philippinen        |        |        |        | 1      | 1      |
| Polen              |        |        | 1      |        | 1      |
| Portugal           |        | 1      |        |        | 1      |
| Puerto Rico        | 1      | 1      |        |        | 2      |
| Schweden           | 1      |        |        |        | 1      |
| Spanien            | 2      |        | 1      |        | 3      |
| Südafrika          | 1      | 1      | 1      | 1      | 4      |
| Vereinigte Staaten | 3      | 3      | 3      | 3      | 12     |
| Gesamt: 25 NOKs    | 20     | 20     | 20     | 20     | 80     |

## Rekorde
- Die 13-jährige Momiji Nishiya wurde mit ihrem Sieg in der Street-Entscheidung zur jüngsten Olympiasiegerin Japans.[1][2]
- Dabei verpasste es ihre ebenfalls 13-jährige brasilianische Konkurrentin Rayssa Leal, mit dem Gewinn der Silbermedaille, die jüngste Olympiasiegerin der Neuzeit zu werden.[3]
- Mit nur 42 Jahren war dies zudem das jüngste olympische Podest überhaupt.[4]